# Оскеменська ГЕС
Оскеменська гідроелектростанція — ГЕС на річці Іртиш, у м. Оскемен, Казахстан. Входить до Іртишського каскаду ГЕС.

## Загальні відомості
ГЕС побудована за греблевим типом. Склад споруд ГЕС:
- бетонна водозливна гребля з довжиною по гребеню 92 м, що має чотири водозливних отвори;
- глуха бетонна гребля завдовжки 300 м;
- пригреблева будівля ГЕС завдовжки 129 м;
- однокамерний судноплавний шлюз.

Потужність ГЕС — 339,4 МВт, середньорічне вироблення — 1,52 млрд кВт·год. У будівлі ГЕС встановлено чотири гідроагрегати з радіально-осьовими турбінами РО-123-ВМ-545, що працюють при розрахунковому напорі 39,8 м, і генераторами СВ 1160/180-72 (три — потужністю по 82,8 МВт, один — потужністю 91 МВт). Виробник турбін — Ленінградський металевий завод, генераторів — заводи «Електросила» (перші три генератора) і «Елсиб» (четвертий генератор). У зв'язку з неповним видаленням будівельної перемички рівень нижнього б'єфу виявився вище проектного приблизно на 1,5 м, у зв'язку з чим наявна потужність станції становить 315 МВт. Гребля ГЕС утворює Усть-Каменогорське водосховище добового регулювання об'ємом 0,65 млрд м³.
ГЕС спроектована інститутом «Ленгідропроєкт».

## Історія будівництва та експлуатації
Будівництво ГЕС почалося в 1939, але незабаром було припинено у зв'язку з початком німецько-радянської війни. На будівництві був уперше застосований запропонований М. В. Інюшиним метод перекриття річки за допомогою плавучого моста оригінальної конструкції, який надалі знайшов широке застосування в радянському гідробудівництві З 1948 будівництво було відновлено. Перший гідроагрегат був пущений в грудні 1952, другий — у червні 1953 р., третій — у грудні 1953. Після пуску третього гідроагрегату, будівництво ГЕС було на деякий час призупинено у зв'язку з відсутністю споживачів електроенергії. Останній, четвертий гідроагрегат був пущений тільки в листопаді 1959.
У 1980-х роках була здійснена модернізація енергетичного обладнання, в 1985 було вироблено 1400 млн кВт•год собівартістю 0,18—0,22 копійки за 1 кВт•год — один з найкращих показників в Радянському Союзі.
З 1997 ГЕС перебуває в концесії компанії AES строком на 20 років. У 1997—2007 роках проведено ряд ремонтних робіт, спрямованих на підтримку станції в робочому стані й технічне переозброєння ГЕС.
У квітні 2013 завершено інвестиційний проект, який передбачав реконструкцію гідроагрегату із заміною генератора, заміною електромашинної системи збудження на тиристорну, монтажем системи автоматичного управління блоком. Також у рамках проекту здійснено капітальний ремонт гідротурбінного обладнання на гідроагрегаті № 1.

## Ресурси Інтернету
- Сайт Усть-Каменогорської ГЕС(рос.)
- Усть-Каменогорська ГЕС на сайті інституту «Ленгідропроект»[недоступне посилання з травня 2019](рос.)
- Історія будівництва і експлуатації Усть-Каменогорської ГЕС(рос.)